# USS Monadnock (BM-3)
Другий USS Monadnock був двогвинтовим монітором типу «Амфітріта» із металевим корпусом і двома баштами  у складі ВМС Сполучених Штатів, який брав участь у Іспано-американській війні.

## Історія служби
Після оснащення «Монаднок» служив у складі Тихоокеанської ескадри на Західному узбережжі. Протягом наступних двох років навчання та тренувальні походи відправили її вздовж узбережжя Тихого океану від Пьюджет-Саунду до півострова Нижня Каліфорнія.

### Участь у Іспано-американській та Американо-філіппінській війнах
Після початку війни з Іспанією отримав наказ приєднатися до ескадри Джорджа Дьюї на Філіппінах. Корабель вирушив з Сан-Франциско, штат Каліфорнія, 23 червня 1898 року, прибув до Гаваїв на початку липня та досяг Манільської затоки 16 серпня.
10 лютого 1899 року кілька звітів вказують на те, що «Монаднок» брав участь у битві за Калукан, місто в кількох милях на північ від Маніли.  Монітор також залучавсядо інших операцій, наприклад до обстрілу міста наприкінці лютого.
До грудня 1899 року «Монаднок» забезпечував блокаду у районі Марівелес — Маніла — Кавіте з короткими візитами до Гонконгу.

### Операції в Китаї
26 грудня монітор відплив до Гонконгу і протягом наступних п'яти років курсувала річками Китаю, зокрема Янцзи, та вздовж  китайського узбережжя, щоб захистити інтереси Америки. У період з 27 січня по 7 жовтня 1901 року монітор майже безперервно ніс службу в гирлі Янцзи, захищаючи поселення іноземців у Шанхаї. Подібні операції відбувалися ще три рази: з 6 грудня 1902 року по 8 квітня 1903 року з 18 вересня 1903 р. по 10 березня 1904 р. і з 8 квітня 1904 р. по 28 листопада 1904 р.

### Подальша доля
3 лютого 1905 року монітор повернувся до Кавіте. Діючи з Олонгапо, він залишався на Філіппінах, з двома перервами для коротких візитів до Гонконгу, доки не був списаний у Кавіте 10 березня 1909 року.
20 квітня 1911 року його реактивували, і протягом наступних семи років монітор супроводжував підводні човни та буксирував цілі. Востаннє списаний з експлуатації 24 березня 1919 року, 2 лютого 1923 року його ім'я було викреслено зі списку ВМС, а корпус був проданий на Азіатській станції 24 серпня 1923 року.